# Greenwich (Pennsylvania)
Greenwich  è una township degli Stati Uniti d'America, nella contea di Berks nello Stato della Pennsylvania. Secondo il censimento del 2000 la popolazione è di 3.386 abitanti.

## Società

### Evoluzione demografica
La composizione etnica vede una maggioranza della razza bianca (98,49%), seguita da quella afroamericana (0,35%) dati del 2000.
| township di Greenwich Popolazione |       |
| 2000                              | 3.386 |
| Stima al 2009                     | 3.574 |